# Соренжа (деревня)
Соренжа — опустевшая деревня в Пошехонском районе Ярославской области. Входит в состав Белосельского сельского поселения.

## География
Находится в северной части Ярославской области на расстоянии приблизительно 18 км на восток-юго-восток по прямой от районного центра города Пошехонье.

## История
В 1859 году здесь (деревня Пошехонского уезда Ярославской губернии) было учтено 15 дворов, в 1898 — 22, в 1941 — 17.

## Население
Численность населения: 92 человека (1859 год), 0 как в 2002 году, так и в 2010.